# Lisa Middelhauve

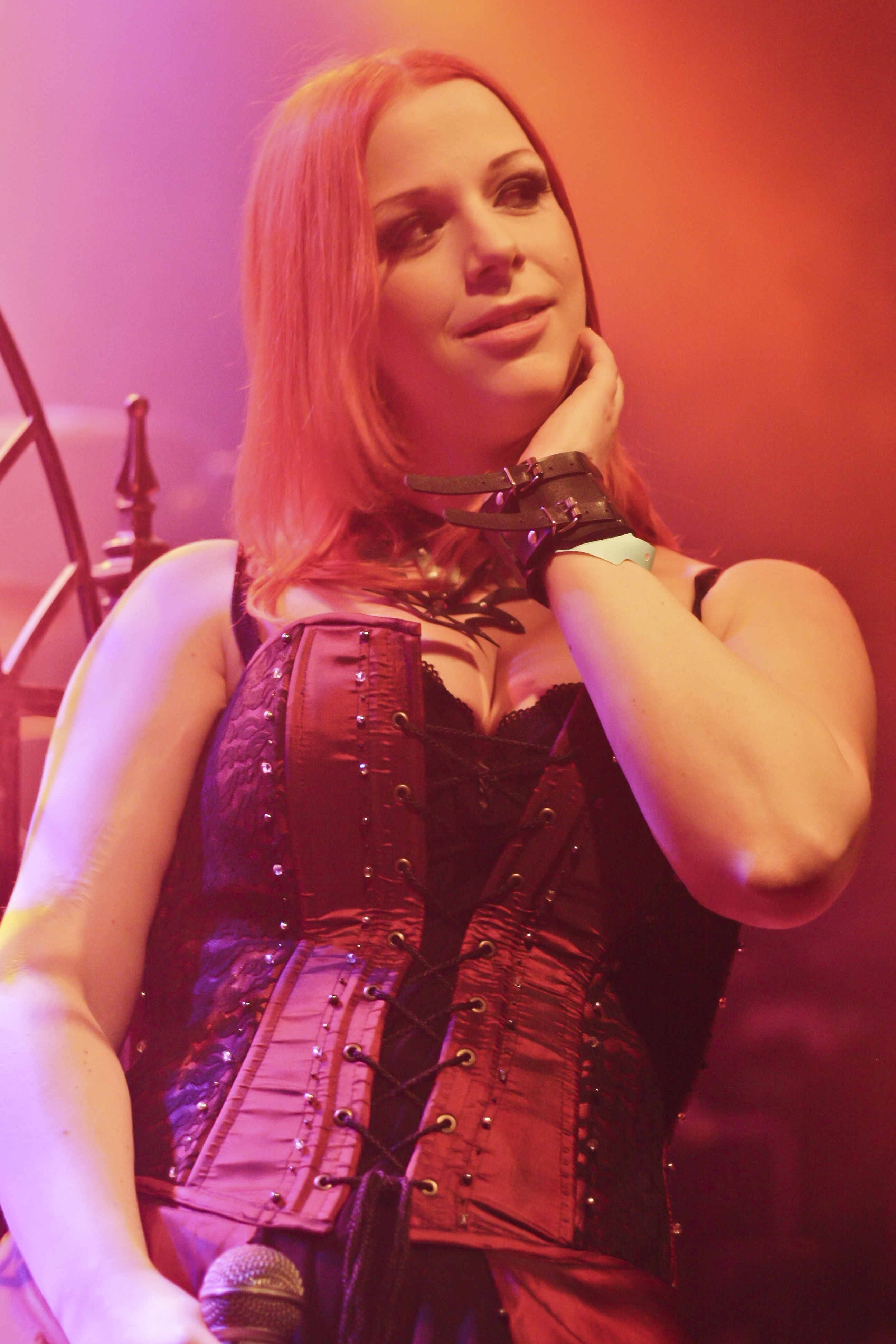
Lisa Middelhauve bei einem Live-Auftritt 2011 in Salzburg

Lisa Middelhauve (* 28. November 1980 in Bielefeld als Elisabeth Schaphaus) ist eine deutsche Sängerin, Pianistin und Songwriterin. Bekanntheit erlangte sie insbesondere als Lead-Sängerin der Symphonic-Metal-Band Xandria, der sie von 2000 bis 2008 angehörte.

## Biografie

### Kindheit und Jugend
Bereits im Alter von drei Jahren begann sie, Keyboard zu spielen. Mit sechs Jahren nahm sie Geigenunterricht, den sie einige Jahre später aber wieder aufgab. Fortan widmete sie sich dem Klavierspielen und begann im Alter von 13 Jahren, eigene Songs zu komponieren. In den folgenden Jahren erlernte sie zudem die Technik des Operngesangs, ohne jedoch eine klassische Opernstimme zu entwickeln. Ihre ersten Bühnenerfahrungen machte sie am Klavier, als sie beispielsweise Ave Maria bei Hochzeiten vortrug.

### Xandria (2000–2008 und 2010)
Nachdem sie von Bandleader Marco Heubaum entdeckt wurde, schloss sie sich 2000 der deutschen Symphonic-Metal-Band Xandria als Lead-Sängerin an. Das Debütalbum Kill The Sun wurde im Mai 2003 veröffentlicht. Es folgten drei weitere Studioalben, bevor sie Xandria am 30. April 2008 aus persönlichen Gründen verließ.
Im Frühjahr 2010 kehrte sie kurzzeitig zu Xandria zurück, um die Band nach dem Ausstieg ihrer Sängerin Kerstin Bischof bei einigen Live-Auftritten zu unterstützen.

### Als Gastsängerin (2008–2011)
2008 trat sie als Gastsängerin bei Mono Inc. in Erscheinung. Der Song Teach Me to Love wurde auf einer EP und zusammen mit einem offiziellen Musikvideo veröffentlicht.
Ende 2010 schloss sich Lisa Middelhauve als Gastsängerin der französischen Symphonic-Metal-Band Whyzdom an, mit der sie einige Konzerte gab. Weitere Gastauftritte folgten mit der Band Serenity, unter anderem auf deren Europa-Tournee 2011 mit Delain.

### Solokarriere (seit 2009)
Seit 2009 hat Lisa Middelhauve eigene Songs komponiert und über diverse Internet-Medien veröffentlicht. Ein offizielles Soloalbum wurde jedoch bislang nicht veröffentlicht.

### Privatleben
Im August 2005 heiratete sie Nils Middelhauve, den damaligen Bassisten von Xandria. Am 16. Dezember 2013 wurde die Trennung bekannt gegeben.

### Sonstiges
Im Oktober 2010 gehörte Lisa Middelhauve zu den Gründerinnen des Projekts Eve's Apple, einer Vereinigung professioneller Rock- und Metal-Sängerinnen. Zu den Mitgliedern zählten unter anderem Elize Ryd (Amaranthe, Kamelot), Manuela Kraller (Ex-Xandria), Ailyn (Ex-Sirenia), Charlotte Wessels (Ex-Delain) und Dianne van Giersbergen (Ex-Xandria, Ex Libris). Am 30. November 2013 wurde das Ende des Projekts bekannt gegeben.

## Diskografie

### Mit Xandria

#### Studioalben
- 2003: Kill The Sun
- 2004: Ravenheart
- 2005: India
- 2007: Salomé - The Seventh Veil

#### Sonstige Alben
- 2008: Now & Forever - Best of Xandria

#### Singles/Musikvideos
- 2004: Eversleeping
- 2004: Ravenheart
- 2007: Save My Life

### Mit Mono Inc.

#### Singles/Musikvideos
- 2008: Teach Me to Love